# Geißelsäule

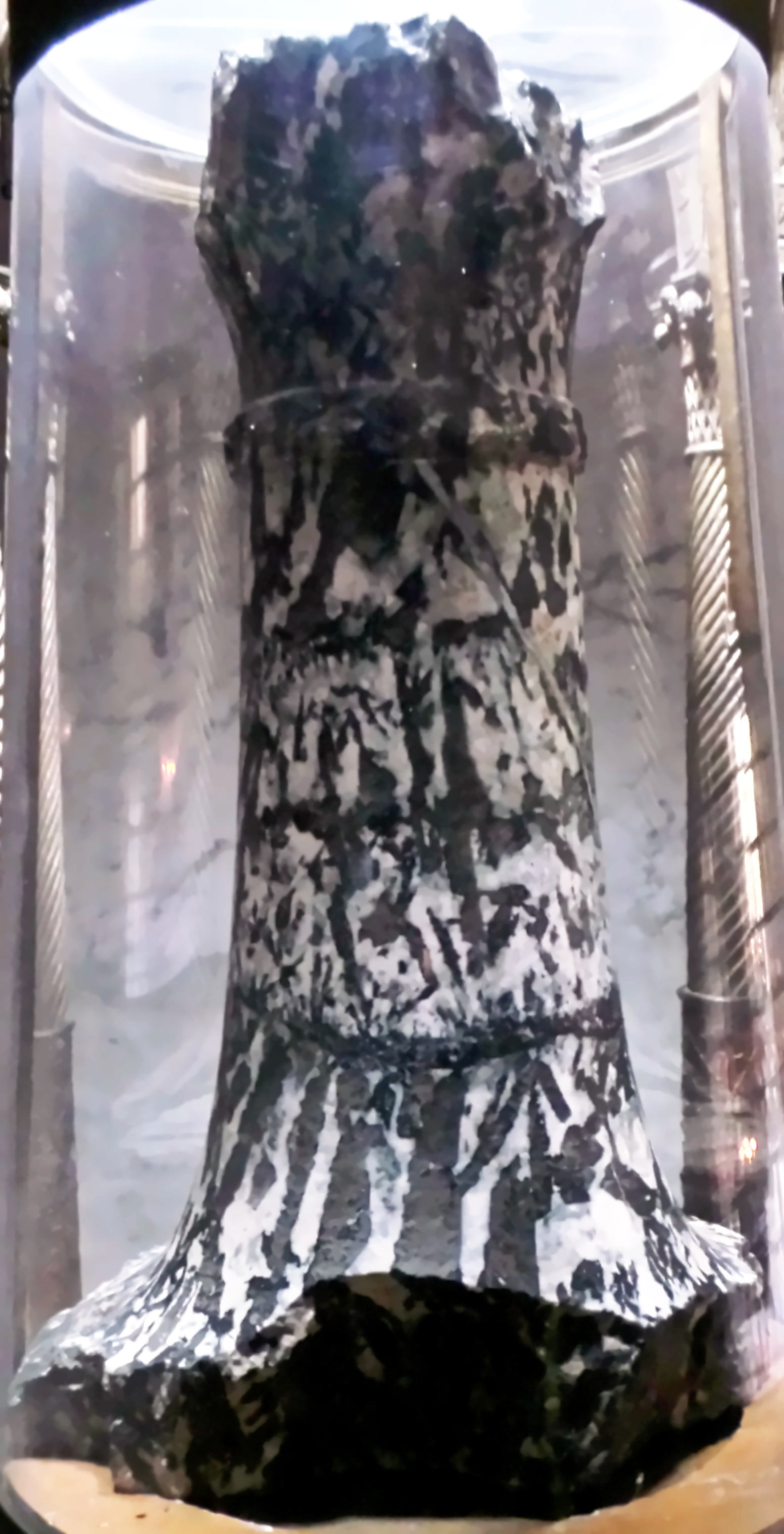
Nahaufnahme der Geißelsäule in der Kirche Santa Prassede in Rom

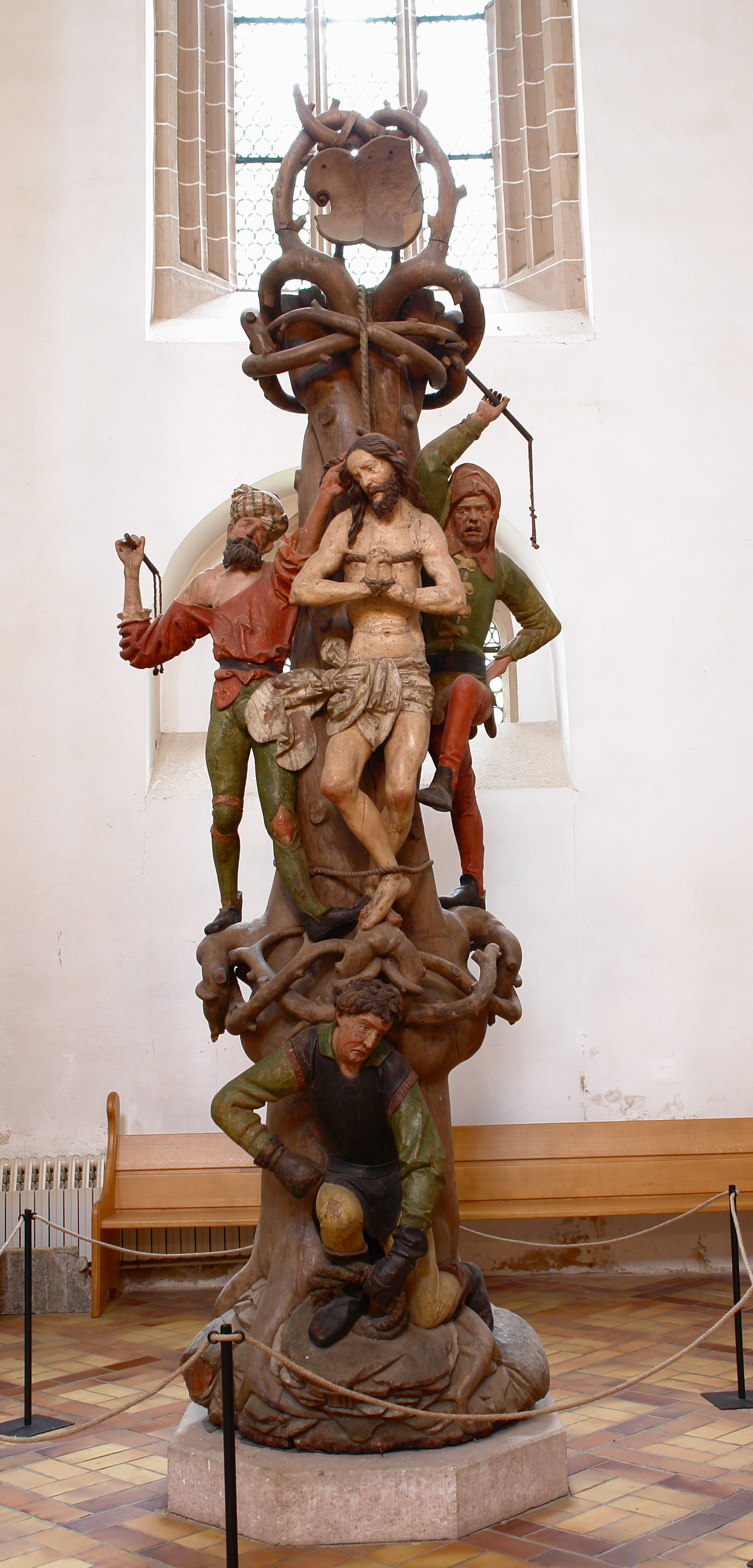
Geißelsäule aus einem Eichenstamm von 1515 in der Schloßkirche Chemnitz

Christus an der Geißelsäule, 1438, in der Franziskanerkirche in Freiburg, Schweiz

Die Geißelsäule, auch Passionssäule, Martersäule ist eines der Leidenswerkzeuge der Passion Christi.

## Geschichte
Die Geißelung Jesu ist in den Evangelien erwähnt (Johannes 19,1; Markus 15,15; Matthäus 27,26), nicht jedoch eine Säule. Im 4. Jahrhundert finden sich erste Beschreibungen der Geißelsäule im 333/334 verfassten Itinerarium eines Pilgers aus Bordeaux. Auch im Reisebericht der Egeria im späten 4. Jahrhundert wird die Geißelsäule erwähnt. Die erste Quelle beschreibt den Standort in Jerusalem im Haus des Kaiphas, die zweite in der Zionskirche.
Darstellung des gegeißelten Christus (Christus an der Geißelsäule, auch „Christus an der Säule“) fand im 10. Jahrhundert Eingang in die christliche Ikonographie. Gezeigt wird Christus in der Nacht vor der Kreuzigung gefesselt und an die Geißelsäule gebunden, vielfach von Soldaten mit Geißeln und Ruten geschlagen, damit er am Morgen vor Pilatus in geschwächtem Zustand erscheine. Passionssäulen entstanden Ende des 15. Jh. und vereinigen thematisch Passionssymbole im Zusammenhang mit dem Leiden Christi. Dargestellt werden die Leidenswerkzeuge (arma Christi, „Waffen Christi“) und menschliche Gestalten (z. B. die Soldaten, die Jesus gefangen nahmen). Auf der Säule ist oft ein Hahn dargestellt, der an die Verleugnung Christi durch Petrus erinnern soll.
Um 1300 findet sich folgende Betrachtung der Passion Christi:

„Dann zogen sich die Ältesten zurück und ließen ihn in einen Kerker bringen, der unter der Erde lag, und dessen Reste heute noch sichtbar sind. Dort wurde er an eine Steinsäule gebunden, von der heute noch ein Stumpf steht, wie ich von einem Mitbruder erfuhr, der ihn sah. Trotzdem ließ man zur größeren Sicherheit einige Bewaffnete zurück, welche ihn die ganze Nacht noch vollends mit Spottreden und Verwünschungen quälten. […] So beschimpften sie ihn, bald der eine, bald der andere, die ganze Nacht durch Worte und Taten […] So stand er aufrecht an die Säule gebunden bis am Morgen.“

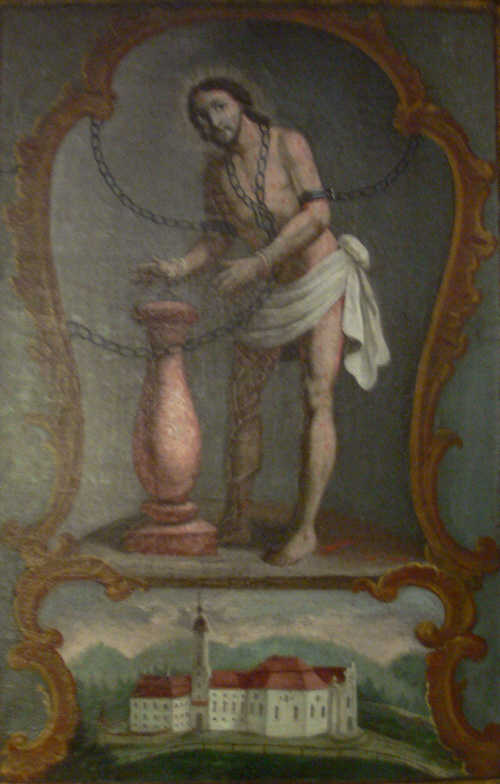
Wiesheiland, Christus an der Säule, Wieskirche
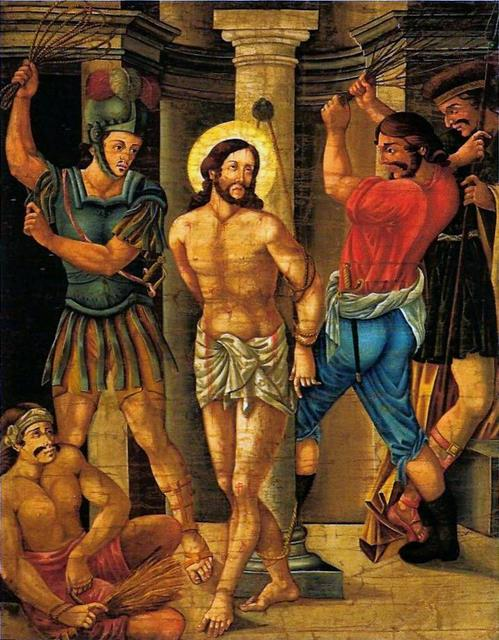
Christus an der Säule, Museu Afro-Brasil, São Paulo
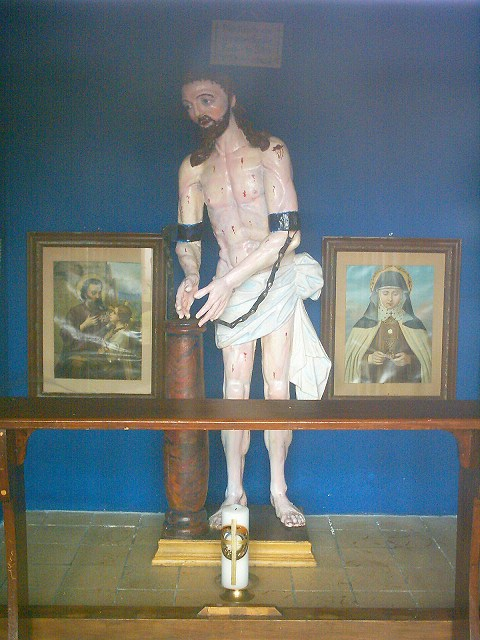
Geißelsäule in der Wegkapelle nördlich von Frechholzhausen